# Sphenoptera andamanensis
Sphenoptera andamanensis es una especie de escarabajo del género Sphenoptera, familia Buprestidae. Fue descrita científicamente por Waterhouse en 1877.

## Distribución
Habita en la región indomalaya.